# ポーレット・ゴダード
ポーレット・ゴダード（Paulette Goddard, 本名: Pauline Marion Levy, 1910年6月3日 - 1990年4月23日）は、アメリカ合衆国の女優。

## 経歴
ニューヨーク州ニューヨーク市クイーンズ区出身。父はユダヤ人。両親は彼女が幼い頃に離婚し、母親に育てられる。
モデルとして働いた後、1926年に映画デビューする。翌年には舞台にも出演する。同年、裕福なビジネスマンと結婚するが、1930年に離婚。
1929年にハリウッドに移り、ハル・ローチのスタジオと契約してローレル&ハーディの短編映画などに出演する。また、サミュエル・ゴールドウィンの下、エディ・カンターの作品等に出演するようになる。
1932年にチャールズ・チャップリンと出会い、公私共にパートナーとなり（後述の経緯により事実婚とされる）、『モダン・タイムス』や『独裁者』に出演する。1936年3月には、そのチャップリンと共に日本を訪れている。また、ジャネット・ゲイナー主演の『心の青春』やボブ・ホープ主演の『猫とカナリヤ』などチャップリン作品以外でも活躍した。1942年にチャップリンと別れ、1944年には俳優のバージェス・メレディスと再婚。前年の『So Proudly We Hail』でアカデミー助演女優賞にノミネートされている。
晩年は4人目の夫エーリヒ・マリア・レマルクと共にスイスで暮らした。

## 備考
- 「チャールズ・チャップリンの3番目の妻」とされてきたが、チャップリン研究の第一人者である大野裕之によると2人は法的には籍を入れておらず、事実婚であったとみなされる。『チャップリン自伝』の中で、チャップリン自身はポーレットのことを「妻」と明記している。
- デヴィッド・O・セルズニックの邸宅の近所に住んでいたため、『風と共に去りぬ』の主役に内定していた。スクリーンテストの映像が残されている。
- ニューヨーク大学の関連施設に『ゴダード・ホール』（マンハッタン島のW4通りとWASHINGTON SQUAREの付近）がある[1]。

## 主な出演作品

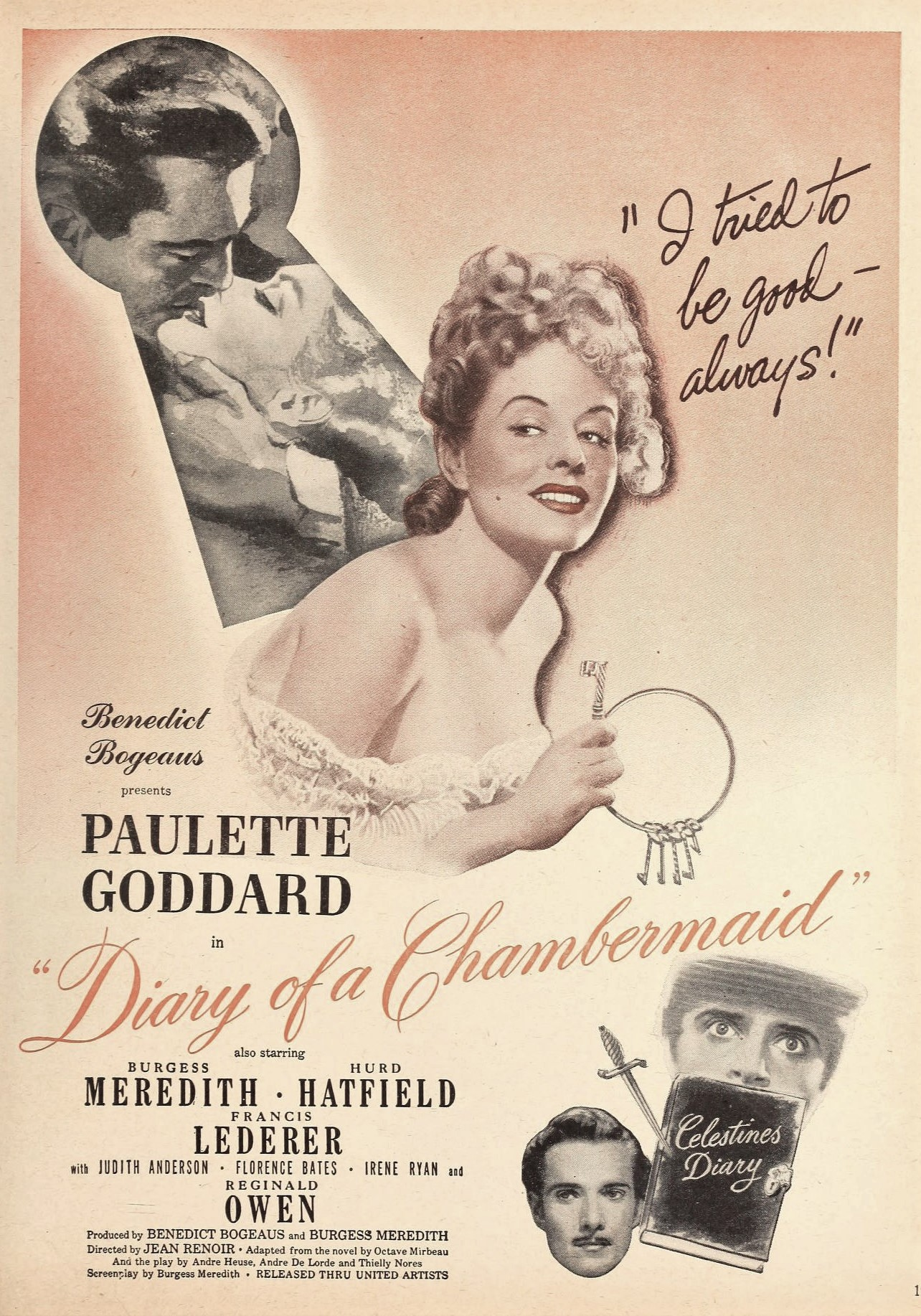
『ジャン・ルノワールの小間使の日記』（1946年）

- 『カンターの闘牛士』The Kid from Spain (1932)
- 『極楽兵隊さん』 Pack Up Your Troubles (1932)
- 『モダン・タイムス』 Modern Times (1936)
- 『心の青春』The Young in Heart (1938)
- 『ザ・ウィメン』The Women (1939)
- 『猫とカナリヤ』 The Cat and the Canary (1939)
- 『チャップリンの独裁者』 The Great Dictator (1940)
- 『北西騎馬警官隊』 North West Mounted Police (1940)
- 『セカンド・コーラス』Second Chorus (1940)
- 『絶海の嵐』Reap the Wild Wind (1942)
- 『森林警備隊』The Forest Rangers (1942)
- 『ハリウッド宝船』Duffy's Tavern (1945)
- 『ジャン・ルノワールの小間使の日記』 The Diary of a Chambermaid (1946)
- 『ハリウッド・アルバム』Variety Girl (1947)
- 『征服されざる人々』Unconquered (1947)
- 『戦乱の花嫁』Bride of Vengeance (1949)
- 『目撃者は語らず』Girl in Room 17 (1954)